# Emmesomyia kempi
Emmesomyia kempi är en tvåvingeart som först beskrevs av Enrico Adelelmo Brunetti 1924.  Emmesomyia kempi ingår i släktet Emmesomyia och familjen blomsterflugor. Inga underarter finns listade i Catalogue of Life.